# ترشک برگ‌کند
ترشک برگ‌کند (نام علمی: Rumex obtusifolius) نام یک گونه از سرده ترشک است.